# Perilissus flexuosus
Exacrodus flexuosus
Espèce
Synonymes
- Exacrodus flexuosus Théobald, 1937

Perilissus flexuosus est une espèce fossile d'insectes hyménoptères de la famille des Ichneumonidae, de la tribu des Perilissini et du genre Perilissus.

## Classification
L'espèce Perilissus flexuosus est décrite en 1937 par le paléontologue français Nicolas Théobald (1903-1981) dans sa thèse,. 

### Fossiles
Le spécimen holotype 1026 de la collection personnelle de Nicolas Théobald, vient du gypse d'Aix-en-Provence

### Étymologie
L'épithète spécifique flexuosus signifie en latin « plié ».

## Description

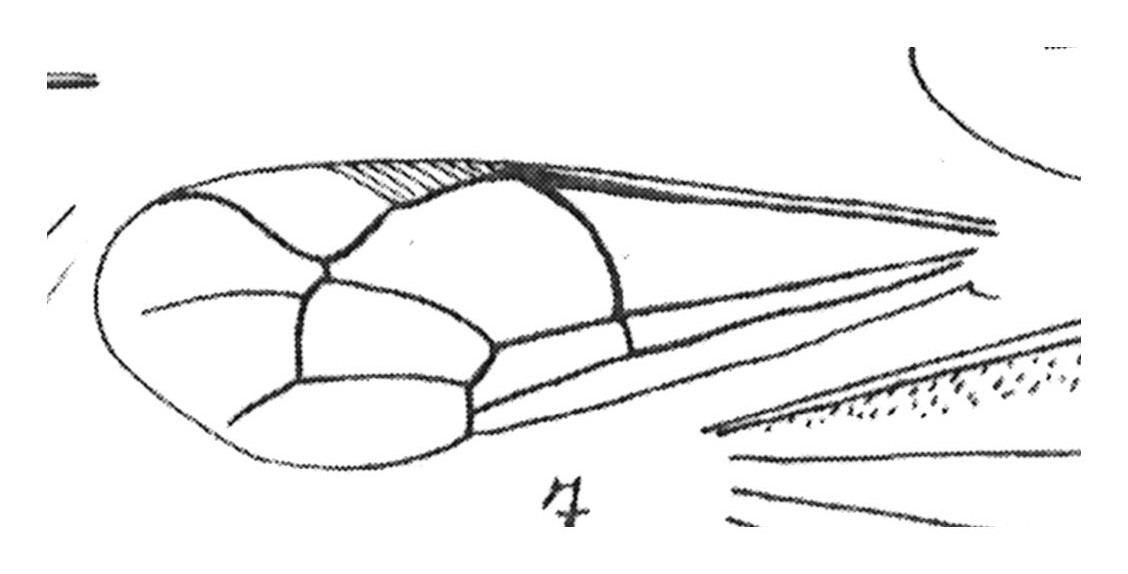
Exacrodus flexuosus & Perilissus flexuosus - aile ant. - 1937 N. Théobald Holotype éch. A1026 p. 303 pl. XXIV Hyménoptères du Stampien d'Aix-en-Provence.

### Caractères
La diagnose de Nicolas Théobald en 1937, : 

« Insecte noir brunâtre, de petite taille, à ailes transparentes ; tête noire trapézoïdale ; deux gros yeux saillants à l'arrière ; antennes (I) à nombreux articles cylindriques, légèrement bombés, presque sphériques ; article basal plus long, le dernier ovale ; articles garnis de fins poils ; le nombre des articles est supérieur à 30. La longueur des antennes dépasse celle de la tête et du thorax réunis. Thorax ovale, côte longitudinale médiane sur métanotum. Abdomen subpétiolé, Ier article long et noir, 2e noir, 3e, 4e et 5e bruns et de plus en plus larges, 6e-8e noirs et de plus en plus courts. L'abdomen est en forme de massue ; la tarière est à peine visible. Pattes grêles. Ailes transparentes, à nervures brunes ; microtriches bien visibles sur les nervure et dans les cellules, stigma large ; aréole manque (v. figure), 2e abscisse radiale curviligne, nervure basale courbe. ».

### Dimensions
La longueur totale est de 4,75 mm ; Les longueurs sont : les antennes 3 mm ; la tête 0,5 mm ; le thorax 1,75 mm ; l'abdomen 2,5 mm ; l'aile 3 mm.

### Affinités
« Par sa tarière achée, le métanotum avec côte longitudinale, l'abdomen sessile et non comprimé latéralement, il appartient aux Tryphonidés. Semble très voisin de Exacrodus populans Morley du Bengale. Mais ce dernier a des antennes plus longues et la dernière abscisse radiale droite. Par ailleurs, la nervation est identique, les couleurs sont semblables à celles de notre échantillon. ».

## Biologie
« Les Tryphonidés sont parasites des Tenthredinides. ».

### Publication originale
- [1937] Nicolas Théobald, « Les insectes fossiles des terrains oligocènes de France 473 p., 17 fig., 7 cartes,13 tables, 29 planches hors texte », Bulletin Mensuel de la Société des Sciences de Nancy et Mémoires de la Société des sciences de Nancy, Imprimerie G. Thomas,‎ 1937, p. 1-473 (ISSN 1155-1119 et 2263-6439, OCLC 786027547). .